# MRI-kontrasztanyagok
Az MRI-kontrasztanyagok olyan kontrasztanyagok, amik arra szolgálnak, hogy javítsák a belső, testi struktúrák láthatóságát a mágneses rezonanciás képalkotás (MRI) folyamán. A kontraszt erősítésre leggyakrabban használt vegyületek gadolínium alapúak. Az ilyen MRI-kontrasztanyagok lerövidítik az atomok visszatérését nyugalmi állapotukba, miután szájon át vagy intravénásan bejuttatták őket. Az MRI-szkennerekben a test különböző részei különösen erős mágneses mezőnek vannak kitéve, ami a mágneses mező irányába változtatja meg a szövetekben található vízben lévő hidrogén-atommagok pörgésének irányát. Egy intenzív rádiófrekvenciás impulzus elbillenti a hidrogén atommagok által generált mágnesességet a vevő tekercs felé, ahol a pörgés polarizációja érzékelhető. A vevő által érzékelt forgásirány-változás mértéke adja az MR-képet, de ugyanakkor ez az eltérés egy jellemző, állandó időegység elteltével csökken, ez a T1 relaxációs idő. A különböző szövetekben a víz protonjainak különböző T1-értékei vannak, ami az MR-képek kontrasztjának legfőbb alapja. A kontrasztanyag általában rövidíti, bizonyos esetekben viszont épphogy növeli a T1 értékét a közeli vízprotonokban, megváltoztatva ezzel a kép kontrasztját.

## Típusok
A legtöbb, klinikai gyakorlatban használt MRI-kontrasztanyag a szövetekben található protonok T1 relaxációs idejének a csökkentését célozza. A kontrasztanyag erősen paramágneses fémionjainak hőmérséklet által vezérelt mozgása idézi elő azt az oszcilláló mágneses mezőt, ami olyan relaxációs mechanizmusokkal jár, amelyek gyorsítják a gerjesztett polaritás csökkenését. Az erről a polarizációról a vizsgált szövet adott területei felett való szisztematikus mintavétel szolgáltatja a képalkotás alapját.
Az MRI-kontrasztanyag bejuttatható a véráramba is injekcióval vagy szájon át, a vizsgálati alany igényeinek, érdekeinek megfelelően. A szájon át való bejuttatás jól használható az emésztőrendszer vizsgálatában, míg a véráramba adás egyéb vizsgálatokhoz hasznos. Mindkét típusú anyagból többféle áll már rendelkezésre a rutinszerű használathoz.
Az MRI-kontrasztanyagok sokféle módon csoportosíthatók:
1. vegyi összetételük alapján
2. bejuttatás módja szerint
3. mágneses tulajdonságaik szerint
4. a képre gyakorolt hatásuk szerint
5. a fématomok jelenléte és hatása szerint
6. biodisztribúció és alkalmazás szerint:
7. Extracelluláris folyadék ágensek (más néven intravénás kontrasztanyagok)
8. Vérmennyiség ágensek (más néven intravaszkuláris kontrasztanyagok)
9. Szervspecifikus ágensek (pl.: gasztrointesztinális kontrasztanyagok vagy hepatobiliáris kontrasztanyagok.)
10. Aktívan célzott / sejtcímkéző ágensek (pl.: tumorspecifikus anyagok)
11. Reaktív (más néven okos v. Bioaktivált) anyagok
12. pH-érzékeny anyagok

### Gadolínium (Gd) – Paramágneses kontrasztanyag
A kontrasztanyag hatása a képen: A vér–agy-gát defektusa stroke után MRI-felvételen. T1-súlyozott képek, a bal oldalon kontrasztanyag nélkül, a jobb oldali kontrasztanyag bejuttatása után.
A gadolínium(III) tartalmú MRI-kontrasztanyagok (gyakran csak gado-nak vagy gad-nak rövidítve) a legáltalánosabban használatosak az erek képének erősítésére MR-angiográfiában vagy a vér–agy-gát funkcionális romlásával összefüggésben agytumorok láthatóbbá tételére. A nagy erek, mint pl. aorta és ágai a gadolínium(III)-dózis lehetséges mennyisége 0,1 mmol per testtömeg kilogramm. Magasabb koncentrációkat a finomabb érvizsgálatra használnak. A Gd(III) kelátok nem jutnak át a vér–agy-gáton, mivel hidrofilek. Ebből kifolyólag jól használhatóak azon sérülések és tumorok erősítésére a képen, ahol a Gd(III) mégis átjut. A test többi részén a Gd(III) először a keringési rendszerben marad, majd eloszlik a sejtközi térben vagy pedig lebomlik a vesékben.

#### A gadolínium-kontrasztanyagok típusai
Extracelluláris folyadék ágensek
- Dotarem
- Magnetol
- Gadavist
- Magnevist
- Omniscan
- OptiMARK
- Prohance

Vérmennyiség-ágensek
- Albumin-kötő gadolíniumkomplexek (pl.: Ablavar és Gadocoletic acid)
- Polimer gadolíniumkomplexek (pl.: Gadomelitol és Gadomer 17)

Szervspecifikus ágensek
(pl.: Primovist™ és Multihance, amik hepatobiliáris anyagként vannak használatban)
Gadolíniumtartalmú kontrasztanyagok humán felhasználásban:
Jelenleg[pontosabban?] kilencféle gadolíniumtartalmú kontrasztanyag érhető el a különböző felhasználási területeken. Európában az Európai Gyógyszerügynökség (EMA) az alábbi Gd-kelát-kontrasztanyag használatát hagyta jóvá:
- gadoterate (Dotarem)
- gadodiamide (Omniscan)
- gadobenate (MultiHance)
- gadopentetate (Magnevist, Magnegita, Gado-MRT ratiopharm)
- gadoteridol (ProHance)
- gadoversetamide (OptiMARK)
- gadoxetate (Primovist)
- gadobutrol (Gadovist)

Az Egyesült Államokban az amerikai Élelmiszer és Gyógyszerhatóság (FDA) által jóváhagyott Gd-kelát-kontrasztanyagok:
- gadoterate (Dotarem)
- gadodiamide (Omniscan)
- gadobenate (MultiHance)
- gadopentetate (Magnevist)
- gadoteridol (ProHance)
- gadofosveset (Ablavar, formerly Vasovist)
- gadoversetamide (OptiMARK)
- gadoxetate (Eovist)
- gadobutrol (Gadavist)

A gadolíniumos kontrasztanyagok biztonságossága
A gadolíniumos MRI-kontrasztanyagok nem bizonyultak biztonságosabbnak a röntgen- és CT-vizsgálatoknál használt jódozott kontrasztanyagoknál, mert nefro- és neurotoxikusak. Mivel a Gd-alapú kontrasztanyagok áthaladnak a vér–agy-gáton és minden adagban a gadolínium legalább 1%-a a szabad, mérgező formájában marad, ezért további vizsgálatok szükségesek ezekkel a termékekkel. Anafilaxiás reakciók ritkák, az esetek megközelítőleg 0,03-0,1%-ában fordulnak elő. 
Mint vízoldható ion, a gadolínium bizonyos fokig mérgező, de általában véve biztonságosnak tartott anyag, amíg kelát formájában juttatják be. Állatokban a szabad Gd-ion 100–200 mg/kg-os dózisnál mutat 50%-os halálozási arányt, ugyanakkor az 50%-ban halálos dózis 100%-ossá válik, amennyiben a Gd kelát formájú, így a mérgezősége már a jódozott röntgen-kontrasztanyagokéhoz mérhető. A Gd-t MRI-vizsgálathoz bejuttató kelát vivőmolekula osztályozható aszerint, hogy makrociklus vagy lineáris a geometriája, vagy hogy ionos avagy sem. A gyűrűs ionos Gd-vegyületeknél a legkisebb a valószínűsége a Gd-ionok felszabadulásának, ebből kifolyólag ezek a legbiztonságosabbak. A Gd-kelátok használata néhány vesebeteg embernél összeköthető a ritka, de súlyos komplikációval, a nefrogenikus fibrózisos hemopátiával, más néven nefrogenikus szisztémás fibrózissal (NSF). Ez a szisztémás betegség a szkleromyxedemához hasonlít, bizonyos fokig pedig a szklerodermára emlékeztet. Hónapokkal a kontrasztanyagok bejuttatása után is jelentkezhet. A gyengébb vesefunkciókkal rendelkező pácienseknél nagyobb az NSF kockázata, a dialízis-páciensek pedig náluk is veszélyeztetettebbek. Miután 100 dán vesebeteg páciens kapott gadolíniummérgezést, néhányuk meg is halt, akin az Omniscan nevű kontrasztanyagot alkalmazták, évekig tartó viták nyomán a terméket gyártó norvég gyógyszercég, a Nycomed elismerte, hogy tisztában voltak a gadolínium alapú termékük bizonyos veszélyeivel. Jelenleg már bizonyítottnak látszik a kapcsolat az NSF és a gadolínium kontrasztanyagok használata között. A Egészségügyi Világszervezet (WHO) 2009-ben kibocsátott egy néhány gadolínium-kontrasztanyagot érintő korlátozást, miszerint a „magas kockázatú gadolínium alapú kontrasztanyagok  (Optimark, Omniscan, Magnevist, Magnegita és Gado-MRT) ellenjavallottak komoly veseproblémákkal küzdő pácienseknél és azoknál, akiket előjegyeztek vesetranszplantációra vagy nemrég estek át rajta, továbbá négy hetes korig újszülött csecsemőknél.”

### Vas-oxid – Szuperparamágneses kontrasztanyag
Kétféle vas-oxid-kontrasztanyag létezik, a szuperparamágneses vas-oxid (SPIO) és az ultrakis szuperparamágneses vas-oxid (USPIO). Ezek a kontrasztanyagok vas-oxid nanorészecskék oldott kolloidjaiból állnak és a képalkotás során az őket felvevő szövetek T2-jelét csökkentik. A SPIO- és USPIO-kontrasztanyagokat sikerrel alkalmazták például májdaganatok láthatóbbá tételére. Bár korábban használatra jóváhagyták az SPIO- és USPIO-anyagokat, de úgy tűnik, az alábbi ágensek már nem elérhetőek, a szájon át beadott Lumirem/Gastromark kivételével. Ennek oka, hogy bár bizonyos esetekben valóban érhetőek el eredmények az alkalmazásukkal, alapvetően nem bizonyultak kereskedelmileg sikeresnek. A rákos daganatok többsége nem, vagy csak kis mértékben veszi fel a vas-oxidot. Ezen felül pedig az esetek több, mint 10%-ában jelentkezett nem allergiás, de súlyos, akut hát-, láb- vagy gyomorfájdalom a pácienseknél.
- Feridex I.V. (más néven Endorem és ferumoxidok). Ezen termék gyártását megszüntette az AMAG Pharma 2008 novemberében.
- Resovist (más néven Cliavist). A terméket 2001-ben engedélyezték Európában, de a gyártás 2009-ben megszűnt.
- Sinerem (más néven Combidex). A Guerbet cég visszavonta a piacra bevezetési kérelmét 2007-ben.
- Lumirem (más néven Gastromark). A Gastromarkot 1996-ban engedélyezte az FDA.
- Clariscan™ (más néven PEG-fero, Feruglose, és NC100150). A fejlesztést biztonságossági aggályok miatt leállították.

### Vas-Platina – Szuperparamágneses kontrasztanyag
A szuperparamágneses vas-platina-részecskék (SIPPs) a jóval általánosabban használt vas-oxid-részecskéknél szignifikánsan jobb T2-relaxivitást mutatnak. A SIPP részecskéket foszfolipidekbe is burkolják, hogy multifunkcionális immunomicellákat képezzenek, amik kifejezetten az emberi prosztatarákos sejteket célozzák meg. Ezek ugyanakkor kísérleti anyagok, amiket még nem próbáltak ki humán használatban. Egy nem régi vizsgálatban multifunkciós SIPP-micellákat szintetizáltak és kapcsoltak egy prosztataspecifikus membrán-antigénhez kapcsolódó monoklonális antitesthez. Ez a komplex in vitro vizsgálatokban célzottan megtalálta az emberi prosztatarák-sejteket, ezek az eredmények pedig azt mutatják, hogy a SIPP-részecskéknek  a jövőben szerepe lehet a tumorspecifikus kontrasztanyagok előállításába.

### Mangán – Paramágneses kontrasztanyag
A jól és részletesen tanulmányozott vas-oxid-nanorészecskékkel ellentétben a mangánbázisú nanorészecskék vizsgálata még meglehetősen korai fázisban van. A mangánkelátok, mint a Mn-DPDP a T1-es jelet erősítik, főleg májkárosodások felderítésére használják. In vivo a kelátok mangánra és DPDP-re válnak szét, az előbbit felszívják a környező sejtek és az epe választja ki, míg az utóbbi a vesén keresztül ürül.
A mangánionokat (Mn2+) gyakran használják kontrasztanyagként állatkísérletekben, ezt általában MEMRI-nek nevezik (Mangánnal Erősített MRI). Az Mn2+ azon képessége révén, hogy a kalcium-csatornákon át képes a sejtekbe jutni, a mangánionok használhatók lehetnek például funkcionális agyvizsgálatokra.
Legújabban grafén-oxid-nanolemezkék és grafén-oxid-nanoszalagok alkotta Mn2+-szén-nanostruktúra komplexekről írták le, hogy nagy teljesítményű MRI-kontrasztanyagként működnek.

## Kontrasztanyagok szájon át való bejuttatása
Sokféle kontrasztanyag képes segíteni  képalkotást az emésztőrendszeri traktusban. Egyaránt lehetnek gadolínium- és mangán-kelátok vagy vas-sók a T1-es jel erősítésére. Az SPIO bárium-szulfát, levegő és agyag a T1-jel csökkentésére alkalmazható. A magas mangántartalmú természetes alapanyagok, mint az áfonya és zöld tea is alkalmazható a T1 erősítésére.
A Perflubront, ami egy perfluorokarbon fajta, a gyermekgyógyászatban használják az emésztőrendszer MRI-vizsgálatához kontrasztanyagként. Ez az anyag úgy működik, hogy csökkenti a testüregekben a hidrogénionok számát, így azok a képen sötétnek tűnnek.

## Proteinalapú MRI-kontrasztanyagok
Az újabb kutatások felvetik a protein alapú kontrasztanyagok használatát, annak okán, hogy néhány aminosav képes hozzákötődni a gadolíniumhoz.

## Fordítás
- Ez a szócikk részben vagy egészben  a   MRI contrast agent című angol Wikipédia-szócikk fordításán alapul.  Az eredeti cikk szerkesztőit annak laptörténete sorolja fel. Ez a jelzés csupán a megfogalmazás eredetét és a szerzői jogokat jelzi, nem szolgál a cikkben szereplő információk forrásmegjelöléseként.

## Forrásjegyzék
- Magnetic Resonance, 2014
- Geraldes, Carlos F. G. C.; Laurent, Sophie (2009). "Classification and basic properties of contrast agents for magnetic resonance imaging". Contrast Media & Molecular Imaging 4 (1): 1–23. doi:10.1002/cmmi.265. PMID 19156706.

- Lentschig, MG; Reimer, P; Rausch-Lentschig, UL; Allkemper, T; Oelerich, M; Laub, G (1998). "Breath-hold gadolinium-enhanced MR angiography of the major vessels at 1.0 T: Dose-response findings and angiographic correlation". Radiology 208 (2): 353–7. PMID 9680558.

- Report a Serious Problem. "Information on Gadolinium-Containing Contrast Agents". Fda.gov. Hozzáférés ideje: 2012-06-20.[not in citation given]

- "European Medicines Agency".[not in citation given]

- Murphy KJ, Brunberg JA, Cohan RH; Brunberg; Cohan (1 October 1996). "Adverse reactions to gadolinium contrast media: A review of 36 cases". AJR Am J Roentgenol 167 (4): 847–9. doi:10.2214/ajr.167.4.8819369. PMID 8819369.

- Penfield, Jeffrey G; Reilly, Robert F (2007). "What nephrologists need to know about gadolinium". Nature Clinical Practice Nephrology 3 (12): 654–68. doi:10.1038/ncpneph0660. PMID 18033225.

- "Questions and Answers" (PDF). International Society for Magnetic Resonance in Medicine.

- Grobner, T. (2005). "Gadolinium - a specific trigger for the development of nephrogenic fibrosing dermopathy and nephrogenic systemic fibrosis?". Nephrology Dialysis Transplantation 21 (4): 1104–8. doi:10.1093/ndt/gfk062. PMID 16431890.

- Marckmann, P.; Skov, L; Rossen, K; Dupont, A; Damholt, MB; Heaf, JG; Thomsen, HS (2006). "Nephrogenic Systemic Fibrosis: Suspected Causative Role of Gadodiamide Used for Contrast-Enhanced Magnetic Resonance Imaging". Journal of the American Society of Nephrology 17 (9): 2359–62. doi:10.1681/ASN.2006060601. PMID 16885403.

- Centers for Disease Control and Prevention (CDC) (2007). "Nephrogenic fibrosing dermopathy associated with exposure to gadolinium-containing contrast agents--St. Louis, Missouri, 2002-2006". MMWR. Morbidity and mortality weekly report 56 (7): 137–41. PMID 17318112.

- Thomsen, H.S.; Morcos, S.K.; Dawson, P. (2006). "Is there a causal relation between the administration of gadolinium based contrast media and the development of nephrogenic systemic fibrosis (NSF)?". Clinical Radiology 61 (11): 905–6. doi:10.1016/j.crad.2006.09.003. PMID 17018301.

- Kanal, E.; Barkovich, A. J.; Bell, C.; Borgstede, J. P.; Bradley, W. G.; Froelich, J. W.; Gilk, T.; Gimbel, J. R. et al. (2007). "ACR Guidance Document for Safe MR Practices: 2007". American Journal of Roentgenology 188 (6): 1447–74. doi:10.2214/AJR.06.1616. PMID 17515363.

- "Gadolinium and NSF What is fact and what is theory?". 2008.

- "Nyhedsavisen: Medicinalfirma fortiede at stof var farligt". Hozzáférés ideje: 2010-11-05.

- "Pharmaceuticals: Restrictions in Use and Availability" (PDF). World Health Organization. 2010. p. 14.

- Nakamura, Hiroshi; Ito, Naoki; Kotake, Fumio; Mizokami, Yuji; Matsuoka, Takeshi (2000). "Tumor-detecting capacity and clinical usefulness of SPIO-MRI in patients with hepatocellular carcinoma". Journal of Gastroenterology 35 (11): 849–55. doi:10.1007/s005350070022. PMID 11085494.
- "Feridex - Products - AMAG Pharmaceuticals". Amagpharma.com. Hozzáférés ideje: 2012-06-20.

- Softways. "Magnetic Resonance TIP - MRI Database : Resovist". Mr-tip.com. Hozzáférés ideje: 2012-06-20.

- "AMAG Pharmaceuticals, Inc. Announces Update on Sinerem(TM) in Europe. - Free Online Library". Thefreelibrary.com. 2007-12-13. Hozzáférés ideje: 2012-06-20.

- "Newly Approved Drug Therapies (105) GastroMARK, Advanced Magnetics". CenterWatch. Hozzáférés ideje: 2012-06-20.

- Wang, Yi-Xiang J. (2011). "Superparamagnetic iron oxide based MRI contrast agents: Current status of clinical application". Quantitative Imaging in Medicine and Surgery 1 (1): 35–40. doi:10.3978/j.issn.2223-4292.2011.08.03 (inactive 2015-02-01). PMC 3496483. PMID 23256052.

- Taylor, Robert M.; Huber, Dale L.; Monson, Todd C.; Ali, Abdul-Mehdi S.; Bisoffi, Marco; Sillerud, Laurel O. (2011). "Multifunctional iron platinum stealth immunomicelles: Targeted detection of human prostate cancer cells using both fluorescence and magnetic resonance imaging". Journal of Nanoparticle Research 13 (10): 4717–4729. doi:10.1007/s11051-011-0439-3. PMC 3223933. PMID 22121333.

- Zhen, Zipeng; Xie, J (2012). "Development of Manganese-Based Nanoparticles as Contrast Probes for Magnetic Resonance Imaging". Theranostics 2 (1): 45–54. doi:10.7150/thno.3448. PMC 3263515. PMID 22272218.

- Harisinghani, Mukesh G.; Jhaveri, Kartik S.; Weissleder, Ralph; Schima, Wolfgang; Saini, Sanjay; Hahn, Peter F.; Mueller, Peter R. (2001). "MRI Contrast Agents for Evaluating Focal Hepatic Lesions". Clinical Radiology 56 (9): 714–25. doi:10.1053/crad.2001.0764. PMID 11585393.
- Koretsky, Alan P.; Silva, Afonso C. (2004). "Manganese-enhanced magnetic resonance imaging (MEMRI)". NMR in Biomedicine 17 (8): 527–31. doi:10.1002/nbm.940. PMID 15617051.

- Lin, Yi-Jen; Koretsky, Alan P. (1997). "Manganese ion enhances T1-weighted MRI during brain activation: An approach to direct imaging of brain function". Magnetic Resonance in Medicine 38 (3): 378–88. doi:10.1002/mrm.1910380305. PMID 9339438.
- Melezhyk, A.V.; Tkachev, A.G. (2014). "Synthesis of graphene nanoplatelets from peroxosulfate graphite intercalation compounds" (PDF). Nanosystems: physics, chemistry, mathematics 5 (2): 294–306.

- Paratala, Bhavna; Sitharaman Balaji; Kanakia, Shruti; Francis, Leonard Deepak; Sitharaman, Balaji (June 2012). "Physicochemical characterization, and relaxometry studies of micro-graphite oxide, graphene nanoplatelets, and nanoribbons". PLoS ONE 7 (6): e38185. Bibcode:2012PLoSO...738185P. doi:10.1371/journal.pone.0038185. PMID 22685555.

- Computed Body Tomography with MRI Correlation. ISBN 978-0-7817-4526-0.[page needed]

- Bisset, G. S.; Emery, K. H.; Meza, M. P.; Rollins, N. K.; Don, S.; Shorr, J. S. (1996). "Perflubron as a gastrointestinal MR imaging contrast agent in the pediatric population". Pediatric Radiology 26 (6): 409–15. doi:10.1007/BF01387316. PMID 8657479.

- Xue, Shenghui; Qiao, Jingjuan; Pu, Fan; Cameron, Mathew; Yang, Jenny J. (2013). "Design of a novel class of protein-based magnetic resonance imaging contrast agents for the molecular imaging of cancer biomarkers". Wiley Interdisciplinary Reviews: Nanomedicine and Nanobiotechnology 5 (2): 163–79. doi:10.1002/wnan.1205. PMID 23335551.

- Li, Shunyi; Jiang, Jie; Zou, Jin; Qiao, Jingjuan; Xue, Shenghui; Wei, Lixia; Long, Robert; Wang, Liya et al. (2012). "PEGylation of protein-based MRI contrast agents improves relaxivities and biocompatibilities". Journal of Inorganic Biochemistry 107 (1): 111–8. doi:10.1016/j.jinorgbio.2011.11.004. PMC 3273044. PMID 22178673.

- Xue, Shenghui; Qiao, Jingjuan; Hubbard, Kendra; White, Natalie; Wei, Lixia; Li, Shunyi; Liu, Zhi-Reb; Yang, Jenny J; Yang, J. J. (2014). "Design of ProCAs (Protein-Based Gd3+ MRI Contrast Agents) with High Dose Efficiency and Capability for Molecular Imaging of Cancer Biomarkers". Medicinal Research Reviews. 34 (5): 1070–99. doi:10.1002/med.21313. PMID 24615853.

- Qiao, Jingjuan; Xue, Shenghui; Pu, Fan; White, Natalie; Liu, Zhi-Ren; Yang, Jenny J. (2014). "Molecular imaging of EGFR/HER2 cancer biomarkers by protein MRI contrast agents.". J Biol Inorg Chem. 19 (2): 259–70. doi:10.1007/s00775-013-1076-3. PMID 24366655.